# Rivière Bras de Sable
La rivière Bras de Sable est un cours d'eau de Basse-Terre en Guadeloupe se jetant dans la Grande Rivière à Goyaves.

## Géographie
Longue d'environ 5 km, elle a pour source, vers 300 m d'altitude, la jonction des petites rivières Bras Jean et Trou à de l'Eau. Elle reçoit de nombreuses ravines et a pour principal affluent la rivière Bois Bananes. Elle se jette dans la Grande Rivière à Goyaves à Ravine Chaude où elle connait sa plus forte amplitude. 